# Giovanni Menzani
Giovanni Menzani (Sasso Marconi, 1920 – Piacenza, 19 maggio 1970) è stato un politico, partigiano e antifascista italiano.

## Biografia
Originario di Sasso Marconi, nipote dell'arcivescovo Ersilio Menzani, prese parte alla Resistenza combattendo come partigiano con il nome di tenente "Bologna", nell'area di Bologna e poi in val Tidone, nella divisione "Piacenza" quale comandante della decima brigata alpini.
Laureato in economia e commercio, svolse la professione di commercialista a Piacenza, città dove si trasferì e ricoprì numerosi incarichi in città: direttore dell'Istituto Alfieri e della scuola Nereo Bosi, membro del comitato provinciale di assistenza e beneficenza e della Commissione provinciale delle imposte, fiduciario provinciale del Totocalcio, segretario dell'ANPI, sindaco della società per l'autostrada Cremona-Brescia.
Esponente della Democrazia Cristiana, fu per molti anni consigliere comunale a Piacenza, e ricoprì più volte la carica di assessore alle finanze e tributi, nella giunte di Angelo Faggi (1956-1957), Giancarlo Montani (1957-1960) e Alberto Spigaroli (1960-1963). L'11 aprile 1963 fu eletto sindaco di Piacenza. Dopo l'esperienza da sindaco, terminata nel novembre 1964, tornò assessore alle finanze nella giunta presieduta da Giovanni Cerlesi (1965-1966). Dal 1968 fu presidente degli Ospizi civili di Piacenza.
Malato di cuore, morì il 19 maggio 1970 a Piacenza, nella sua abitazione di viale Abbadia, e venne tumulato nella cappella di famiglia nel cimitero di Sasso Marconi.